# Creixement Stranski-Krastanov
El creixement Stranski-Krastanov (creixement SK, també Stransky-Krastanov o 'Stranski-Krastanow') és un dels tres modes principals mitjançant els quals les pel·lícules primes creixen epitaxialment a una superfície o interfície cristal·lina. També conegut com a "creixement de capa més illa", el mode SK segueix un procés de dos passos: inicialment, pel·lícules completes d'adsorbats, fins a diverses monocapes de gruix, creixen capa per capa sobre un substrat de cristall. Més enllà d'un gruix de capa crític, que depèn de la tensió i del potencial químic de la pel·lícula dipositada, el creixement continua a través de la nucleació i la coalescència de les "illes" d'adsorbat. Aquest mecanisme de creixement va ser observat per primera vegada per Ivan Stranski i Lyubomir Krastanov el 1938. No va ser fins al 1958, però, en un treball seminal d'Ernst Bauer publicat a Zeitschrift für Kristallographie, que els mecanismes SK, Volmer–Weber i Frank–van der Merwe es van classificar sistemàticament com els processos primaris de creixement de pel·lícula prima. Des d'aleshores, el creixement de SK ha estat objecte d'una intensa investigació, no només per entendre millor la complexa termodinàmica i cinètica al nucli de la formació de pel·lícules primes, sinó també com a ruta per fabricar noves nanoestructures per a la seva aplicació a la indústria de la microelectrònica.

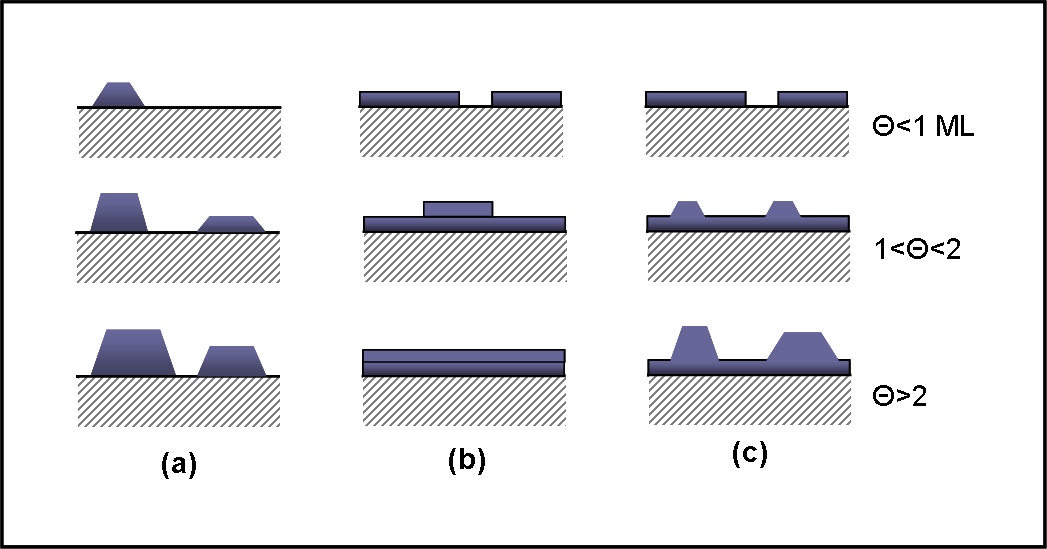
Figura 1. Vistes en secció transversal dels tres modes principals de creixement de pel·lícula prima, incloent (a) Volmer–Weber (VW: formació d'illes), (b) Frank–van der Merwe (FM: capa per capa) i (c) Stranski–Krastanov (SK: capa-plus-illa). Cada mode es mostra per a diferents quantitats de cobertura de superfície, Θ.

## Modes de creixement de pel·lícula prima
El creixement de pel·lícules primes epitaxials (homogènies o heterogènies) sobre una superfície d'un sol cristall depèn de manera crítica de la força d'interacció entre els àtoms i la superfície. Tot i que és possible fer créixer capes epitaxials a partir d'una solució líquida, la majoria del creixement epitaxial es produeix mitjançant una tècnica en fase de vapor com l'epitaxia de feix molecular (MBE). En el creixement de Volmer-Weber (VW), les interaccions adatom-adatom són més fortes que les de l'adatom amb la superfície, donant lloc a la formació de cúmuls o illes d'adatoms tridimensionals. El creixement d'aquests grups, juntament amb l'engruiximent, farà que creixin pel·lícules rugoses de diverses capes a la superfície del substrat. Antitèticament, durant el creixement de Frank-van der Merwe (FM), els àtoms s'uneixen preferentment als llocs superficials donant lloc a capes atòmicament llises i totalment formades. Aquest creixement capa per capa és bidimensional, cosa que indica que es formen pel·lícules completes abans del creixement de les capes posteriors. El creixement de Stranski-Krastanov és un procés intermediari caracteritzat tant pel creixement de la capa 2D com pel creixement d'illa 3D. La transició del creixement capa per capa al creixement basat en illes es produeix a un gruix de capa crític que depèn molt de les propietats físiques i químiques, com ara les energies superficials i els paràmetres de gelosia, del substrat i de la pel·lícula. La figura 1 és una representació esquemàtica dels tres modes de creixement principals per a diferents cobertures de superfície.

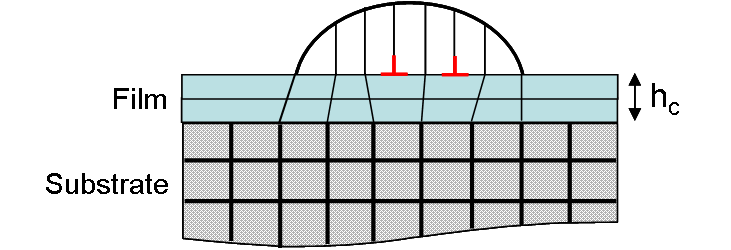
Figura 2. Creixement de SK que mostra la formació d'illes després d'obtenir un gruix crític,. Les línies representen plans de gelosia amb línies més gruixudes per a la gelosia del substrat i línies més fines per a la pel·lícula en creixement. Les dislocacions de vores s'han ressaltat en vermell a la interfície pel·lícula/illa

Determinar el mecanisme pel qual creix una pel·lícula prima requereix tenir en compte els potencials químics de les primeres capes dipositades. Markov ha proposat un model per al potencial químic de capa per àtom com:
{\displaystyle \mu (n)=\mu _{\infty }+[\varphi _{a}-\varphi _{a}'(n)+\varepsilon _{d}(n)+\varepsilon _{e}(n)]}
on {\displaystyle \mu _{\infty }} és el potencial químic a granel del material adsorbat, {\displaystyle \varphi _{a}} és l'energia de desorció d'un àtom adsorbat d'una capa humectant del mateix material, {\displaystyle \varphi _{a}'(n)} l'energia de desorció d'un àtom adsorbat del substrat, {\displaystyle \varepsilon _{d}(n)} és l'energia de dislocació inadaptada per àtom, i {\displaystyle \varepsilon _{e}(n)} l'energia de deformació homogènia per àtom. En general, els valors de {\displaystyle \varphi _{a}}, {\displaystyle \varphi _{a}'(n)}, {\displaystyle \varepsilon _{d}(n)}, i {\displaystyle \varepsilon _{e}(n)} depenen d'una manera complexa del gruix de les capes en creixement i el desajust de la gelosia entre el substrat i la pel·lícula d'adsorbat. En el límit de les petites soques, {\displaystyle \varepsilon _{d,e}(n)\ll \mu _{\infty }}, depèn del criteri per a un mode de creixement de pel·lícula {\displaystyle {\frac {d\mu }{dn}}}.
- Creixement de VW: {\displaystyle {\frac {d\mu }{dn}}<0} (la força de cohesió d'adatom és més forta que la força d'adhesió superficial)
- Creixement de FM: {\displaystyle {\frac {d\mu }{dn}}>0} (la força adhesiva superficial és més forta que la força de cohesió d'adatom)

El creixement de SK es pot descriure per aquestes dues desigualtats. Mentre que el creixement inicial de la pel·lícula segueix un mecanisme FM, és a dir, μ diferencial positiu, quantitats no trivials d'energia de tensió s'acumulen a les capes dipositades. A un gruix crític, aquesta soca indueix una inversió de signe en el potencial químic, és a dir, diferencial negatiu μ, que condueix a un canvi en el mode de creixement. En aquest punt és energèticament favorable per nuclear illes i un creixement addicional es produeix per un mecanisme de tipus VW. Es pot obtenir un criteri termodinàmic per al creixement de les capes similar al presentat anteriorment utilitzant un equilibri de forces de tensions superficials i angle de contacte.

## Aplicació a la nanotecnologia
Com s'ha esmentat anteriorment, la formació coherent d'illes durant el creixement de SK ha despertat un interès creixent com a mitjà per fabricar estructures epitaxials a nanoescala, especialment els punts quàntics (QD). Els punts quàntics àmpliament utilitzats cultivats en el mode de creixement SK es basen en les combinacions de materials Si/Ge o InAs/GaAs. S'ha fet un esforç significatiu desenvolupant mètodes per controlar l'organització, la densitat i la mida de les illes en un substrat. S'han aplicat amb èxit tècniques com ara la dimpling superficial amb un làser polsat i el control de la taxa de creixement per alterar l'inici de la transició SK o fins i tot suprimir-la del tot. La capacitat de controlar aquesta transició, ja sigui espacialment o temporalment, permet la manipulació de paràmetres físics de les nanoestructures, com la geometria i la mida, que, al seu torn, poden alterar les seves propietats electròniques o optoelectròniques (és a dir, band gap). Per exemple, Schwarz-Selinger, et al. han utilitzat els fosets superficials per crear retalls superficials en Si que proporcionen llocs preferents de nucleació de l'illa Ge envoltats per una zona denuda. De manera similar, s'han utilitzat substrats modelats litogràficament com a plantilles de nucleació per a clústers SiGe. Diversos estudis també han demostrat que les geometries de les illes es poden alterar durant el creixement de SK controlant el relleu del substrat i la taxa de creixement. Les distribucions de mida bimodal de les illes Ge a Si són un exemple sorprenent d'aquest fenomen en què coexisteixen illes piramidals i en forma de cúpula després del creixement de Ge sobre un substrat de Si texturat. Aquesta capacitat de controlar la mida, la ubicació i la forma d'aquestes estructures podria proporcionar tècniques inestimables per als esquemes de fabricació "de baix a dalt" de dispositius de nova generació a la indústria de la microelectrònica.